# Oh, You Ragtime!
Oh, You Ragtime!, és una pel·lícula dirigida per Étienne Arnaud, produïda per l'Éclair American i interpretada per Alec B. Francis, Julia Stuart i Muriel Ostriche, entre d'altres. Fou estrenada el 18 d'abril de 1912. La pel·lícula és una versió actualitzada del conte de El flautista d'Hamelín.

## Argument
Un músic es muda a la seva nova casa i el primer que fa és fer instal·lar el piano. Un cop col·locat obre una partitura de la cançó "Alexander's Ragtime Band" i es posa a tocar. A mesura que els mudancers arriben amb més mobles es posen a ballar. També ho fan les barreteres que treballen al pis de baix, els oficinistes del banc i, a mesura que senten la música, tot el veïnat. Acaben entrant tots a ballar a la cambra del músic,que segueix impassible tocant el ragtime, víctimes de la màgia de la música. En el moment en què acaba la partitura, tota la gent queda com adormida al seu voltant.

## Repartiment
- Alec B. Francis (banquer)
- Julia Stuart (cuinera)
- Muriel Ostriche (mecanògrafa)
- Guy Oliver (pianista)
- Mathilde Baring (barretera)